# Haaška pogodba (1661)
Haaška pogodba je bila podpisana 6. avgusta 1661  med predstavniki Nizozemske republike in Portugalske. Na podlagi pogojev pogodbe je republika Nizozemska priznala portugalsko suverenost nad Novo Holandijo (nizozemska Brazilija) v zameno za odškodnino 4 milijone reisov, pretvorbo iz 2 milijonov caroli guldnov, v obdobju 16 let.

## Zgodovina
V letih 1648-49 so Luso-Brazilci premagali Nizozemce v prvi in drugi bitki pri Guararapesu. Po teh zmagah so Portugalci v krajšem času iztisnili nizozemsko prisotnost v svojih kolonijah Braziliji in Angoli. Poleg tega so vojne med Anglijo in Nizozemsko povsod oslabile nizozemsko moč. Januarja 1654 so se Nizozemci predali in podpisali pogodbo iz Taborde, vendar le kot provizorični pakt (premirje).
S koncem prve anglo-nizozemske vojne je Nizozemska maja 1654 začela zahtevati Novo Holandijo (nizozemska Brazilija) nazaj. Veliki holandski upravitelj raadspensionaris Johan de Witt se ni strinjal s taktiko močne roke, ker je menil, da je trgovina pomembnejša od posesti ozemelj. Zato je bila 6. avgusta 1661 v Haagu podpisana mirovna pogodba, po kateri je bila Nova Holandija prodana Portugalski za ekvivalent 63 ton zlata (približno 4 milijarde dolarjev leta 2023). Pogodba je kasneje privedla do dogovora o nizozemski Javi in portugalskem Vzhodnem Timorju. Nizozemci so obljubili, da ne bodo vstopili v Timor ali ga zahtevali za Haaško pogodbo in so izjavili, da nobena od teh sil ne bo napovedala vojne druga drugi ali zahtevala ali vstopila na njihovo ozemlje ali kolonije.